# Éditions Russes de Musique
Éditions Russes de Musique war ein Musikverlag, der in Deutschland, Russland, Frankreich, dem Vereinigten Königreich und den USA operierte.
Er wurde 1909 von Serge Koussevitzky und seiner ersten Frau Natalja gegründet und konzentrierte sich auf neue russische Musik. Im Jahr 1914 wurde ein verbundener, unabhängiger Verlag auf der Grundlage der deutschen Firma Gutheil gebildet, die Koussevitzky zu diesem Zwecke erwarb. Der Sitz wurde im Jahr 1920 nach der russischen Revolution nach Paris verlegt. Die Firma wurde  am 1. März 1947 an Boosey & Hawkes verkauft.

## Firmenhistorie
- „Russischer Musikverlag“
- „Editions Russes de Musique“
- „Édition russe de musique“
- „Российское музыкальное издательство“ (Rossiyskoe muzykalnoye izdatelstvo, deutsch: Russischer Musikverlag)
- „A. Gutheil“ (1914–1947)[1]

## Platten
- Das International Music Score Library Project katalogisiert Druckplatten aus den Jahren 1909 bis 1938 und deckt sowohl bekannte als auch weniger bekannte Komponisten ab.[1]